# Florent Chatain
Pour les articles homonymes, voir Chatain.
Florent Chatain est un présentateur, producteur et journaliste de radio et de télévision français.

## Biographie
Florent Chatain commence sa carrière en radio : sur Radio Chartreuse en 1986, puis Europe 2 à Grenoble, et enfin Radio France Isère.
Il continue sa carrière en télévision, à Télé Lyon Métropole dans les années 1990 où il anime l'émission C'est à l'étage avec Annabel Chevalier puis au début des années 2000, il travaille pour France 3 Lyon, où il produit et présente deux émissions. 
Durant 8 ans, il travaille pour les locales de Radio France, partout en France, dans le même temps.
Entre 2003 et 2010, il est producteur et présentateur de la tranche pré-matinale (5 h - 7 h) de France Inter pendant l'été. Au terme de l'été 2010 il n'est pas reconduit, dans un contexte difficile pour la chaîne après les licenciements de Didier Porte et Stéphane Guillon.
Le 4 juillet 2011, il rejoint la chaîne privée Europe 1, où il anime la pré-matinale (4 h 30 - 6 h 30) pendant l'été 2011 puis devient le joker d'Emmanuel Maubert (5 h - 7 h) la semaine dans Europe Matin et celui de Benjamin Petrover pour Europe Week-end. Cependant, ce sont Alain Acco (chef du service police - justice de la station) puis Pierre de Vilno qui assurent la présentation de la tranche pendant les vacances de Noël suivantes.
D'octobre 2014 à mai 2015, il est rédacteur-en-chef de Libéradio, la webradio du quotidien Libération associé à Goom Radio. Il y présente une quotidienne d'une heure consacrée aux coulisses des enquêtes du journal. 
En 2022, il crée Tradenda, une offre commerciale pour recueillir la parole de personnes souhaitant offrir leur témoignage à leurs proches. 
En octobre 2022, il est candidat à la Présidence de Radio France. 